# 감지은니묘법연화경 권7 (보물 제269-4호)
감지은니묘법연화경 권7(紺紙銀泥妙法蓮華經 卷七)은 서울특별시 용산구, 국립중앙박물관에 있는 조선시대의 사경이다. 2007년 10월 24일 대한민국의 보물 제269-4호로 지정되었다.

## 개요
감지은니묘법연화경 권7(紺紙銀泥妙法蓮華經 卷七)은 구마라집(鳩摩羅什)이 한역한 묘법연화경을 저본으로 1422년(세종 4)에 비구 덕명(比丘 德名)이 어머니의 극락왕생을 위해 발원하여 감지에 은니로 쓴 7첩 중 ‘권3’과 ‘권7’의 2첩에 해당된다.
표지에는 보상화문(寶相華紋) 네 송이가 장식되어 있으며, 화문(花紋)은 금니로, 화경(花莖)은 주로 은니로 그려져 있다. 권수(卷首)에는 금니로 변상도를 그리고 변상도 다음에 권두 서명과 구마라집의 역자(譯者) 표시가 보인다. 서체는 사경체(寫經體)의 특징인 조맹부체(趙孟頫體)로 썼다.
사경의 후면에는 묵서(墨書)와 주서(朱書)의 ‘광덕사(廣德寺)’ 사찰명이 쓰여져 있다. 이로 보아 이 사경은 천안의 광덕사에서 사성되었거나 혹은 복장되었을 것으로 추정된다.
후면에 ‘광덕사’라는 사찰명이 주서되어 있고 이 사경과 크기·체제·경문의 글씨가 동일한 사경으로 보물 제269-1호 《감지은니묘법연화경 권1》과 보물 제390호 《광덕사 고려사경》 중 《감지은니묘법연화경 권2, 4, 5, 6》(보물 제269-2호)이 있다. 기존에 지정되어 있는 것에 《동아대학교 소장본인 권3》(보물 제269-3호)과 《국립중앙박물관 소장본인 권7》(보물 제269-4호)을 합하면 완벽한 “1질”을 이루게 되며, 이는 전래된 사경 가운데 전질이 밝혀진 것이 드문 예로써 더욱 큰 의미를 지닌다.

## 같이 보기
- 묘법연화경

## 참고 자료
- 감지은니묘법연화경 권7 - 국가유산청 국가유산포털